# Ecclesia Dei (Motu proprio)
Ecclesia Dei Adflicta (deutsch: „Die Kirche Gottes hat mit großer Betrübnis“) ist ein päpstliches Motu proprio vom 2. Juli 1988, mit dem Papst Johannes Paul II. auf die von Erzbischof Marcel Lefebvre unerlaubt durchgeführten Bischofsweihen von vier Mitgliedern der Priesterbruderschaft St. Pius X. reagierte.
Bezugnehmend auf das Vorgehen Lefebvres erklärte Papst Johannes Paul II.:

„Die Tat als solche war Ungehorsam gegenüber dem Römischen Papst in einer sehr ernsten und für die Einheit der Kirche höchst bedeutsamen Sache, wie es die Weihe von Bischöfen ist, mit der die apostolische Sukzession sakramental weitergegeben wird. Darum stellt dieser Ungehorsam, der eine wirkliche Ablehnung des Römischen Primats in sich schließt, einen schismatischen Akt (Vgl. Codex Iuris Canonici, can. 751) dar. Da sie diesen Akt trotz des offiziellen Monitums vollzogen, das ihnen durch den Kardinalpräfekten der Kongregation für die Bischöfe am vergangenen 17. Juni übermittelt wurde, sind Msgr. Lefebvre und die Priester Bernard Fellay, Bernard Tissier de Mallerais, Richard Williamson und Alfonso de Galarreta der schweren Strafe der Exkommunikation verfallen, wie die kirchliche Disziplin vorsieht. (Vgl. Codex Iuris Canonici, can. 1382).“

Zugleich richtete Johannes Paul II. einen Aufruf an all jene,

„die bisher in irgendeiner Weise mit der Bewegung des Erzbischofs Lefebvre in Verbindung standen: dass sie ihre ernste Pflicht erfüllen, mit dem Stellvertreter Christi in der Einheit der katholischen Kirche verbunden zu bleiben und in keiner Weise jene Bewegung weiter zu unterstützen. Alle müssen wissen, dass die formale Zustimmung zu einem Schisma eine schwere Beleidigung Gottes ist und die Exkommunikation mit sich bringt, wie im Kirchenrecht festgesetzt ist. (Vgl. Codex Iuris Canonici, can. 1364)“

Weiterhin erklärte er:

„Ferner muß überall das Empfinden derer geachtet werden, die sich der Tradition der lateinischen Liturgie verbunden fühlen, indem die schon vor längerer Zeit vom Apostolischen Stuhl herausgegebenen Richtlinien zum Gebrauch des Römischen Meßbuchs in der Editio typica vom Jahr 1962, weit und großzügig angewandt werden. (Vgl. Kongregation für den Gottesdienst, Schreiben Quattuor abhinc annos., 3. Oktober 1981)“

## KommissionEcclesia Dei
Basierend auf dem Motu proprio richtete Papst Johannes Paul II. am 2. Juli 1988 die Kommission Ecclesia Dei ein.